# Between Order and Model
Between Order and Model è il primo EP della band gallese Funeral for a Friend, pubblicato il 12 agosto 2002 dalla Mighty Atom Records nel Regno Unito. Essendo stato stampato in un numero limitato di copie, è molto ricercato dai fan della band. Tutte le tracce, ad esclusione di Juno, sono state incluse nell'EP del 2003 Seven Ways to Scream Your Name. La traccia Red Is the New Black è stata inserita nel primo album della band, Casually Dressed & Deep in Conversation, dove Juno è stata rinominata Juneau. La band ha anche registrato un promo-video della traccia 10:45 Amsterdam Conversations con la formazione corrente nel 2002 per Bandit (uno show televisivo gallese).
Il 20 settembre 2013 la band ha annunciato che l'EP sarà ripubblicato il 15 novembre tramite Mighty Atom Records ed End Hits Records (l'etichetta dei Boysetsfire). Si tratta di una versione rimixata e rimasterizzata dal produttore Joe Gibb, alla quale sono state aggiunte alcune tracce inedite o rare: Storytelling pt. 2, Grand Central Station (inedite) e The Getaway Plan (presente in Your History Is Mine: 2002-2009) provengono dalla stessa sessione in cui è stato registrato l'EP; le ultime 4 tracce sono registrazioni live delle 4 originali canzoni dell'EP effettuate il 14 agosto 2013 durante il soundcheck prima del concerto ad Augusta. La versione in vinile è stampata in 300 copie colorate; il booklet è composyo da 12 pagine di foto d'archivio della band e note scritte da Matt Davies, Josh Latshaw (Boysetsfire) e Oliver Sykes (Bring Me the Horizon).

## Critica
Vulture Hound Magazine ha descritto la band come una "pura forza della natura" e l'EP come una "forma di espressione più naturale" (rispetto ai lavori successivi della band, più raffinati e puliti). Il critico afferma comunque che la versione qui presentata di Juno ha un approccio troppo grezzo e difficilmente ascoltabile, e si mostra lieto del fatto che il gruppo abbia reinterpretato la canzone aggiungengo parti vocali più armoniche per l'album di debutto. Un altro magazine inglese, Glasswerk, afferma che l'EP, oltre ad essere un punto di riferimento per un'intera generazione di giovani musicisti e fan, resta ancora vitale ed attuale dieci anni dopo la sua uscita. Secondo il recensore, The Art of American Football potrebbe essere presente più su uno dei primi album degli Avenged Sevenfold che su un disco dei Funeral for a Friend (alla luce del sound sviluppato successivamente dalla band). Parole di elogio sono anche espresse per Juno, ed in particolare per il suo ritornello.

## Tracce

### 10:45 Amsterdam Conversations
Il testo della canzone è stato scritto dal chitarrista Kris Coombs-Roberts e si tratta anche della prima canzone scritta dai Funeral for a Friend con il cantante Matt Davies.

### The Art of American Football
Una delle canzoni più heavy e aggressive scritte dalla band, deriva il suo sound principalmente da Coombs-Roberts, grande appassionato di musica metal.

### Red Is the New Black
Matt Davies ha affermato che la canzone a livello di testo "parla delle persone che danno importanza allo stile o alla sostanza". Avendo a disposizione il riff iniziale, il chitarrista Coombs-Roberts ha poi scritto il resto della musica assieme ad un suo amico che faceva parte di un'altra band, chiedendogli poi di "lasciargli" quelle parti perché si adattavano perfettamente al brano dei Funeral for a Friend.

### Storytelling pt. 2
Si tratta di una versione anteriore a quella poi presente su Casually Dressed & Deep in Conversation. È stata registrata negli studi di Billy Anderson.

### The Getaway Plan
Matt Davies ha detto che la canzone musicalmente si può intendere come una sorta di omaggio ad alcune band che hanno influenzato i Funeral for a Friend nei primi anni di vita, come Snapcase, Faith No More e Glassjaw.

## Tracce
1. 10:45 Amsterdam Conversations – 3:40
2. Juno – 3:44
3. Red Is the New Black – 5:09
4. The Art of American Football – 2:24

2013 edition
1. 10:45 Amsterdam Conversations – 3:40
2. Juno – 3:43
3. The Art of American Football – 2:22
4. Red Is the New Black – 5:11
5. Storytelling pt. 2 – 3:27
6. Grand Central Station – 3:56
7. The Getaway Plan – 4:16
8. 10:45 Amsterdam Conversations (live) – 3:43
9. Juno (live) – 3:33
10. The Art of American Football (live) – 2:30
11. Red Is the New Black (live) – 5:12

## Formazione

### Prima versione
- Matt Davies - voce
- Matthew Evans - voce
- Kris Roberts - chitarra elettrica
- Darran Smith - chitarra elettrica
- Andi Morris - basso
- Johnny Phillips - batteria
- Joe Gibb - produzione e masterizzazione
- Roger Hopkins - ingegneria
- Alwyn Davies - ingegneria

### Riedizione
- Matt Davies - voce
- Matthew Evans - voce nelle tracce 1, 2, 3 e 4 e artwork
- Kris Roberts - chitarra elettrica
- Darran Smith - chitarra elettrica nelle tracce 1, 2, 3, 4, 5, 6, 7
- Gavin Burrough - chitarra elettrica nelle tracce 8, 9, 10 e 11
- Andi Morris - basso nelle tracce 1, 2, 3 e 4
- Richard Boucher - basso nelle tracce 8, 9, 10 e 11
- Johnny Phillips - batteria nelle tracce 1, 2, 3 e 4
- Ryan Richards - batteria nelle tracce 5, 6 e 7
- Pat Lundy - batteria nelle tracce 8, 9, 10 e 11
- Joe Gibb - produzione nelle tracce 1, 2, 3 e 4 e masterizzazione nelle tracce 1, 2, 3, 4, 5, 6 e 7
- Roger Hopkins - ingegneria nelle tracce 1, 2, 3 e 4
- Alwyn Davies - ingegneria nelle tracce 1, 2, 3 e 4
- Steven Kerry - ingegneria nelle tracce 8, 9, 10 e 11
- Philip Seidl - Masterizzazione nelle tracce 8, 9, 10 e 11 presso Suiseidl Studios
- Jack Hardwicke - Artwork